# 무두질

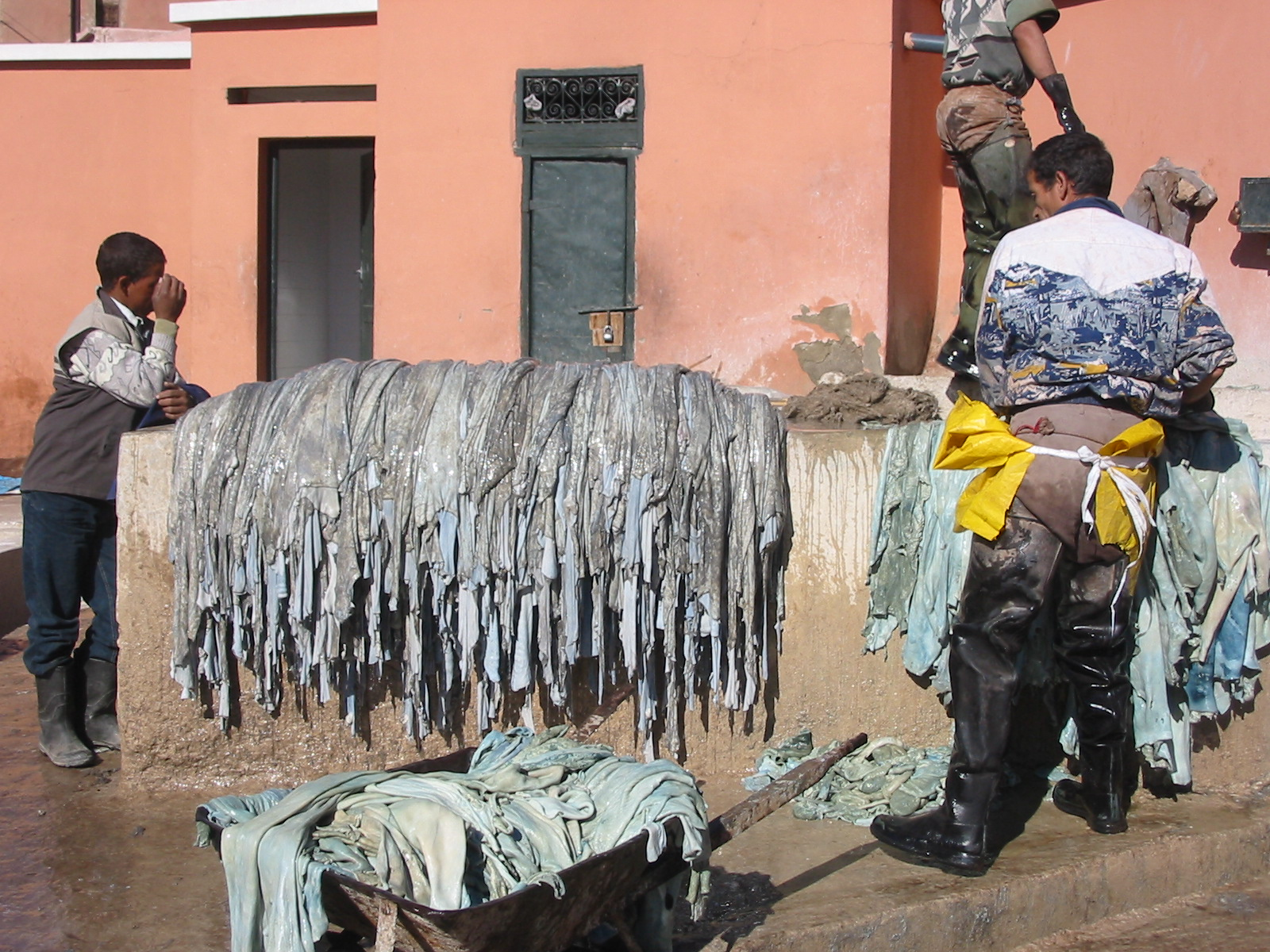
무두질된 가죽들

무두질 또는 제혁(製革)은 가죽을 피혁으로 가공하는 과정으로서, 피혁제품의 품질을 결정하는 중요한 절차 중 하나이다. 동물로부터 갓 얻어낸 생가죽은 부패할 염려가 있다. 따라서 가죽으로부터 젤라틴을 비롯한 단백질 성분과 기름, 잔털을 긁어내는 과정을 거친다. 이 과정에서 동물의 체모를 뽑아내지 않고 그냥 사용한 것이 모피이다. 무두질에서는 나아가 가죽을 부드럽게 하기 위해 가죽을 도구로 치기도 한다. 무두질은 몹시 시장하거나 병으로 속이 쓰라리게 아픈 일을 이르는 말이기도 하다.

## 무두질을 하는 이유
동물에서 벗겨 낸 가죽을 그대로 방치해 두면 부패해 버리므로 우선 적당한 방법으로 가죽을 손질하는데, 이 손질법을 무두질이라 한다. 이와 같은 무두질법은 인류가 터득한 가장 오래된 기술 중의 하나로 알려져 있다.

## 역사
구석기 시대의 무두질법은 수렵을 해서 얻은 짐승의 가죽에 기름을 발라 문질러서 연하게 하는 아주 원시적인 기름 무두질이 사용되었을 것으로 추측된다. 그 후 불을 이용하여 동굴 속에서 짐승의 가죽을 연기에 그을리는 이른바 연기 무두질을 생각해 냈을 것이다. 그로부터 오랜 세월이 흐른 다음 잿물에 가죽을 담그면 털이 빠진다는 것을 알고, 그 가죽을 초근목피의 침출액으로 염색함으로써 식물 타닌법 을 발견하게 되었을 것이다. 또한, 자연에서 얻은 백반의 강한 수렴성을 무두질에 이용할 것도 생각해냈을 것이다.
B.C. 4000∼3000년경에는 이집트에서 이미 본격적인 탄닌 무두질을 사용하였고, B.C. 1800년경에는 히타이트인이 탄닌과 백반에 의한 복합 무두질법의 기술을 개발하였다. 이와 같은 기술은 이집트에서 그리스와 크레타를 거쳐 남유럽 여러 나라에 전해졌다. 특히, 그리스인은 틀 위에 가죽을 널어 놓고 열을 가하여 계속 문질러 털 구멍을 깨끗이 씻어낸 후 기름을 바르는 방법을 사용하였다. 이러한 가죽을 샤모이( Shamoy ; Chamois 의 이전 형태)라 하는데, 부드럽고 아름다우며 물에도 강해서 그리스의 최고 가는 의상으로 취급되었다. 한편, 중국 대륙에서는 옛날부터 독특한 연기 무두질이 이루어졌고, 몽고 유목 민족 사이에서는 동물의 뇌나 골수로 무두질하는 독특한 방법이 알려져 있다. 아메리카 인디언들의 독창적인 무두질법은 주로 여인들의 손에 의하여 행해졌다. 우선 동물의 껍질을 벗겨 돌이나 뼈칼로 지방을 제거한 후 가죽을 쌓거나 묻어 털이 쉽게 빠지도록 한다. 다음에는 불 탄 나무의 재에서 얻어진 잿물에 담가 두었다가 나무에 평편하게 당겨 잡아맨 후 뼈칼로 털이 다 빠져 매끈한 면이 나타날 때까지 깎는다. 이어서 나무의 가루로 만든 분말로 닦은 후 동물의 골수나 간에서 얻은 혼합물을 계속 발라 주어 불순물을 제거한다. 이렇게 해서 가죽이 굳어지면 손으로 비비거나 이빨로 씹어 부드럽게 한다. 다음에 가죽을 밀폐된 천막 안에 넣고 수일간 불을 때어 훈제를 하면 모든 과정이 끝난다. 이렇게 해서 얻어진 것이 벅스킹(Buckkin)인데 방수가 되며 부드러워 이용도가 높다. 그 후 무두질은 점점 진보하여 중세에 이르러 길드(guild)가 형성되어 그 보호 아래 더욱 발전 되었다. 18세기 말 산업 혁명이 일어나자 가죽 무두질의 과학적인 연구가 시작되었으며, 19세기에 이르러 새로운 유제의 개발과 아울러 크롬 제혁(크롬 무두질법)이 발명됨으로써 근대적인 피혁 공업으로 발전하였다. 크롬 제혁법은 1884년 A.슐츠가 발명한 것으로 이욕법이라 하며, 중크롬산염 용액에 가죽을 담그고 이어서 환원욕으로 이행하는 방법이다. 그 후 1893년 M. 데니스가 이욕법의 미비점을 보완하여 일욕법을 고안하게 되어 오늘날 무두질의 왕좌를 차지하게 되었다. 현재 전 세계 국가의 대부분(미국의 경우 95%)이 이 방법을 사용하고 있다.

## 현대의 대표적인 무두질법

### 베지터블(타닌) 제혁
타닌(탄닌) 제혁, 또는 베지터블 태닝은 식물성 섬유로부터 추출하는 물질인 타닌(탄닌)을 사용하여 가죽을 무두질 하는 것을 일컫는 말이다.
* 추가 : 타닌-엑스←tannin extract
(나무의 껍질, 가지, 뿌리, 열매 따위에 들어 있는 떫은 성분을 뽑아내어 얻은 물질. 잉크나 염료 따위의 원료가 되며 가죽을 무두질할 때도 쓴다.)
대량생산이 가능한 크롬 태닝 과는 달리 손이 많이 가는 작업이다. 하지만 손이 많이 가는 대신에 식물성 물질을 사용하므로 더 친환경적이고, 크롬 태닝의 문제점중 하나인 중금속 이 포함되지 않는다는 장점이 있을뿐더러, 가죽의 손상도 덜하여 가죽의 무늬가 그대로 드러난다. 현재 시중에서 판매되는 대부분의 가죽제품들은 거의 대량생산을 위해 크롬태닝으로 만들어지지만, 일부 베지터블 태닝을 한 가죽을 사용한 제품의 경우, 이탈리아 베지터블 태닝 가죽협회 에 소속된 가죽을 사용했다면 인증서가 같이 포함될 가능성이 있다.
베지터블태닝은 쉽게 말해 공정이 복잡하고, 손이 많이 가기에 인건비 및 생산단가가 높으며,
베지터블 가죽제품들이 대부분 고가인 이유중 하나이기도 하다.
(2014.11.30 정정,교정 -  myleaather.co.kr)
(타닌엑스, 탄닌 = 타닌, 탄닌제혁 -> 베지터블 제혁, 배지터블 - 베지터블.)

### 크롬 제혁
크롬 제혁(chrome tanning) 은 가죽의 번거로운 무두질작업을 간소화시켜 가죽제품의 대량생산을 하기위한 가죽 가공법이다. 크롬(chrome)이라는 금속이 포함된 염료를 무두질이 필요한 가죽들과 섞고 대형 세탁기와 같은 기계 내부에서 돌리는 방식인데, 사람의 손이 많이 가지 않고 여러개의 가죽을 동시에 가공할 수 있어 많이 이용된다. 하지만 최근 크롬 제혁이 잔류성 유해 중금속 오염의 한 원인이 된다는 것이 밝혀지면서 문제점을 지적받은적이 있다. 크롬 제혁은 환경문제에 악영향을 줄 뿐 아니라, 가죽자체에도 많은 손상을 주기 때문에 크롬 제혁과 진한염색을 병행하는 경우가 많아 자연스럽지 못하고, 상당한 중금속이 가죽속에 잔류하게 된다.

## 참고 문헌
- 한국미술협회 안양지부> 통가죽 공예- 무두질이란?